# باب هاچینسون
باب هاچینسون (انگلیسی: Bob Hutchinson; ۲۲ دسامبر ۱۸۹۴ – ۳ اوت ۱۹۷۱) بازیکن فوتبال اهل بریتانیا بود.
از باشگاه‌هایی که در آن بازی کرده‌است می‌توان به باشگاه فوتبال دارلینگتون، باشگاه فوتبال سنت میرن، باشگاه فوتبال استوک‌پورت کانتی، باشگاه فوتبال بارو، باشگاه فوتبال اشینگتون، باشگاه فوتبال چسترفیلد، باشگاه فوتبال نلسون، و باشگاه فوتبال نیوکاسل یونایتد اشاره کرد.